# Edwin Rutten
Edwin Alexander Maria Rutten (Groningen, 11 januari 1943) is een Nederlands jazzzanger, drummer, acteur en presentator die vooral bekend is geworden van het VARA-kinderprogramma De film van Ome Willem, waar hij de rol van Ome Willem speelde. Daarvan werden tussen 1974 en 1989 meer dan tweehonderd afleveringen gemaakt. Ook was hij jazzdocent aan het Prins Claus Conservatorium (Groningen), het Utrechts Conservatorium en het Conservatorium van Amsterdam.

## Loopbaan

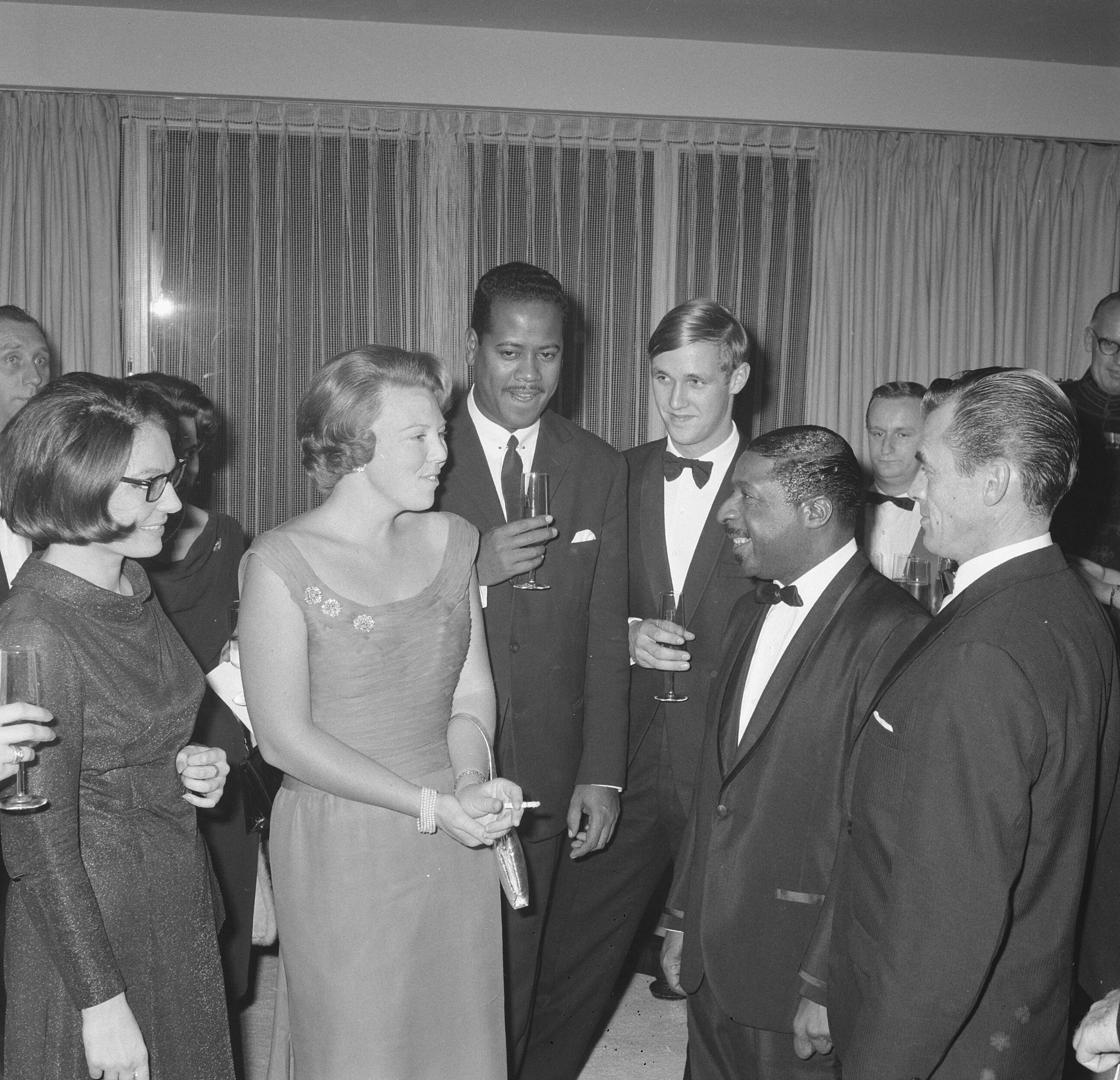
Hilton Hotel 1963: v.l.n.r. Nana Mouskouri, prinses Beatrix, Max Woiski jr., Edwin Rutten en Erroll Garner

Rutten debuteerde eind 1964 met een poplied: Ik moet altijd weer opnieuw aan je denken, een vertaling van Always Something There to Remind Me van Burt Bacharach en Hal David, dat in die tijd een hit was in de Engelstalige versie van Sandie Shaw. In april 1965 trad Rutten op tijdens het Blokker Festival, dat – gepresenteerd door Jos Brink – rechtstreeks door de AVRO op de televisie werd uitgezonden. Hij zong bij deze gelegenheid een vertaling van Magic Potion, eveneens een compositie van Bacharach/David. Er volgden nog enkele singles voor MMP (het label van Max Woiski) en CNR, maar Rutten slaagde er niet in een popster te worden en na verloop van tijd ging hij zingen bij het dixielandorkest The New Orleans Syncopators, waar hij ook basgitaar speelde.
In 1972 vertolkte hij in de derde aflevering van De Fred Haché Show een gastrol als zingende stratenmaker en in 1974 in de achtste aflevering van Van Oekel's Discohoek als zingende treinconducteur (met het nummer Toch is 't klote zonder jou).
Van 1974 tot 1989 was hij de leidende figuur in de televisieserie De film van Ome Willem, een kinderprogramma met liedjes en kleine voorstellingen uitgezonden door de VARA.
In 1985 presenteerde hij op de vrijdagmiddag het eerste seizoen van AVRO Service Salon, het programma dat een basis vormde voor alle middagprogramma's die in later jaren door de diverse publieke en commerciële omroepen gemaakt zouden worden.
In 1985 en 1986 presenteerde hij samen met Ati Dijckmeester de zesde en zevende versie van Kinderen voor Kinderen. In beide afleveringen speelde hij samen met Dijckmeester de ouders van een gezin met kinderen. Rutten was daarnaast in het Kinderen voor Kinderen lied Ik ben toch zeker Sinterklaas niet te horen, hierin rapte hij solo.
In de jaren negentig presenteerde hij bij de NCRV het middagprogramma Goeiemiddag Nederland, een soortgelijke middagshow als AVRO Service Salon. Rutten introduceerde hier het jazzzingend aankondigen van het programma, dit vanwege zijn achtergrond als jazzzanger. Na enkele afleveringen werd de presentatie van het programma overgenomen door Jos Brink.
Ook zong hij met het Metropole Orkest en had hij een jazzcombo, The Goldcoast Combo, met Rogier van Otterloo, die hij had leren kennen op het Vossius Gymnasium te Amsterdam, waar ze klasgenoten waren. Hier speelde hij ook slagwerk, net als in De film van Ome Willem. Tijdens zijn studententijd in Amsterdam was Rutten ook actief lid van het Amsterdamsch Studenten Corps (ASC).
Later was Rutten actief in het bedrijfsleven, voor het geven van lezingen en het opluisteren van congressen. Daarnaast was hij actief medewerker bij het kinderprogramma Het Klokhuis. Ook was hij jazzdocent aan het Prins Claus Conservatorium (Groningen), het Utrechts Conservatorium en het Conservatorium van Amsterdam en schreef en vertelde hij verhalen bij symfonieorkesten in Nederland en Duitsland. Als Ome Willem trad hij op in de theaters met de Ome Willem Theater Tournee tussen 2005 en 2006, geproduceerd door Mark Vijn Theater Producties. Op 28 juni 2006 gaf hij de laatste voorstelling. Theatertournees maakt Ome Willem niet meer, maar op festivals was hij toen nog te zien.
Daarnaast was Rutten werkzaam als radiopresentator. Hij presenteerde bij Omroep MAX, samen met Tuffie Vos, elke werkdag van tien tot twaalf uur 's ochtends het programma Jazz op Zes op Radio 6. In september 2010 was hij overgestapt naar de klassieke zender Radio 4; voor dezelfde omroep presenteerde hij het programma Muziekwijzer, bijna elke werkdag van 14.00 tot 16.00 uur.
In de seizoenen 2005/06 (Nederlandse tournee) en 2006/07 (verlenging in het Efteling Theater) speelde hij Oliver "Daddy" Warbucks in de musical Annie. In 2008 maakte Rutten deel uit van de Pietenband in het Sinterklaasjournaal. Hij speelde de Dirigentpiet. Vanaf eind 2010 speelde Rutten Dr. Dolittle in de gelijknamige musical.
Rutten speelde vanaf juni 2010 tot en met november 2010 bedrieger Rutger Goedhart in de RTL 4-soap Goede tijden, slechte tijden. Zijn personage werd vermoord, hij keerde aan de hand van flashbacks terug tot de moord op 7 januari 2011 opgelost werd. Daarnaast was Rutten sinds het najaar van 2010 te horen als de stem van De Wijze Varen uit de animatieserie Woezel en Pip. Tevens verzorgde hij de stem van dat personage in de film Woezel en Pip: Op zoek naar de Sloddervos!.
Van januari 2015 tot januari 2019 was Rutten commentator bij de jaarlijkse televisie-uitzending van het nieuwjaarsconcert van de Wiener Philharmoniker. Hij nam deze taak over van Joop van Zijl.
In september 2023 maakte Rutten zijn terugkeer op televisie in het SBS6-programma Beter laat dan nooit, waarin hij samen met Frits Barend, Henny Huisman en Ad Visser onder leiding van presentatrice Estavana Polman op reis ging door Azië.
In het voorjaar van 2023 greep Rutten in om te voorkomen dat de biografie Dag Rakkers! die journalist Rudie Kagie over hem schreef, zou worden gepubliceerd. Ook een poging van Haye van der Heyden kon niet op goedkeuring van Edwin Rutten rekenen. Uiteindelijk heeft Geke Mateboer, de vrouw van uitgever Paul Abels van Uitgeverij AFdH, de biografie geschreven die uitkwam in januari 2025, waarbij ze vrijelijk gebruik kon maken van het werk van Kagie. Alle drie de biografieën zijn (of worden) gepubliceerd:
1. Geke Mateboer - Dag Rakkers! – Vijftig jaar Ome Willem, Uitgeverij AFdH, 9 januari 2025
2. Rudie Kagie - Dag Rakkers! – De zeven levens van Edwin Rutten, uitgave in eigen beheer op dagrakkers.nl, 7 januari 2025
3. Haye van der Heyden - En zo klom hij naar boven, Uitgeverij Vogelvrij, naar verwachting wordt dit uitgebracht op 23 januari 2025

## Privéleven
Rutten is een stiefzoon van filmregisseur Gerard Rutten, in wiens film Sterren stralen overal uit 1953 – Edwin was toen 9 – hij ook een rol had. Hij is getrouwd met de operazangeres Annett Andriesen, van 2007 tot 2018 directeur van het Internationaal Vocalisten Concours 's-Hertogenbosch.

## Varia
Rutten was bij de gemeenteraadsverkiezingen op 16 maart 2022 lijstduwer op de kandidatenlijst van Democraten 66 in Den Haag. Rutten stond op plaats 49.

## Discografie

### Singles
| Single met eventuele hitnotering(en) in de Nederlandse Top 40 | Datum van verschijnen | Datum van binnenkomst | Hoogste positie | Aantal weken | Opmerkingen                                                                          |
| ------------------------------------------------------------- | --------------------- | --------------------- | --------------- | ------------ | ------------------------------------------------------------------------------------ |
| Ik moet altijd weer opnieuw aan je denken                     | 1964                  | 02-01-1965            | 12              | 2            |                                                                                      |
| Ik ben toch zeker Sinterklaas niet                            | 1986                  | 13-12-1986            | 35              | 3            | in samenwerking met Kinderen voor Kinderen / nr. 22 in de Nederlandse Single Top 100 |